# リート郡

リート郡
Bezirk Ried

リート郡（リート、独: Bezirk Ried）は、オーストリアのオーバーエスターライヒ州にある郡（Bezirk; 行政管区とも訳される）。郡庁所在地はリート・イム・インクライス。
オーバーエスターライヒ州の西部に位置し、イン地方（Innviertel; インフィアテル）に含まれる。北東でシェルディング郡と、東でグリースキルヒェン郡と、南でフェクラブルック郡と、西でブラウナウ・アム・イン郡と接する。北西はドイツとの国境となっており、イン川を挟んでバイエルン州と面している。
リート・イム・インクライス郡には以下の36の市町村（Gemeinde; ゲマインデ）がある。そのうちリート・イム・インクライスが市（Stadt）に、8つが町（Marktgemeinde; 市場町）に指定されている。
- アンドリヒスフルト Andrichsfurt
- アンティーゼンホーフェン Antiesenhofen
- アウロルツミュンスター Aurolzmünster （町）
- エーバーシュヴァング Eberschwang （町）
- アイツィング Eitzing
- ガイアースベルク・イム・インクライス Geiersberg im Innkreis
- ガインベルク Geinberg
- グルテン Gurten
- ホーエンツェル Hohenzell
- キルヒドルフ・アム・イン Kirchdorf am Inn
- キルヒハイム・イム・インクライス Kirchheim im Innkreis
- ランブレヒテン Lambrechten
- ローンスベルク Lohnsburg （町）
- メーアンバッハ Mehrnbach
- メットマッハ Mettmach （町）
- メルシュヴァング Mörschwang
- ミュールハイム・アム・イン Mühlheim am Inn
- ノイホーフェン・イム・インクライス Neuhofen im Innkreis
- オーベルンベルク・アム・イン Obernberg am Inn （町）
- オルト・イム・インクライス Ort im Innkreis
- パッティヒハム Pattigham
- ペータースキルヒェン Peterskirchen
- プラメート Pramet
- ライヒャースベルク Reichersberg （町）
- リート・イム・インクライス Ried im Innkreis （市）
- シルドルン Schildorn
- ゼンフテンバハ Senftenbach
- ザンクト・ゲオルゲン・バイ・オーベルンベルク・アム・イン St. Georgen bei Obernberg am Inn
- ザンクト・マリーンキルヒェン・アム・ハウスルック St. Marienkirchen am Hausruck
- ザンクト・マルティン・イム・インクライス St. Martin im Innkreis （町）
- タイスキルヒェン・イム・インクライス Taiskirchen im Innkreis （町）
- トゥメルツハム Tumeltsham
- ウツェンナイヒ Utzenaich
- ヴァルトツェル Waldzell
- ヴァイルバッハ Weilbach
- ヴィッペンハム Wippenham